# Sør-Frøya
Sør-Frøya is een voormalige gemeente in de toenmalige provincie Sør-Trøndelag in Noorwegen. De gemeente ontstond in 1906 door de splitsing van de gemeente  Frøya in twee delen. Beide delen werden in 1964 weer samengevoegd. 
Sør-Frøya bestaat nog wel als parochie van de Noorse kerk. De parochiekerk uit 1881 staat in het dorp Storhallaren. 